# Честь дракона
«Честь дракона» (англ. «Tom-Yum-Goong»; "тайск. «ต้มยำกุ้ง») — тайский кинофильм с боевыми искусствами режиссёра Прачия Пинкаю. Премьера состоялась 11 августа 2005 года на кинофестивале в Бангкоке. Прокатное название в разных странах: Warrior King (Великобритания), The Protector (США), Thai Dragon (Испания), Revenge of the Warrior (Германия). Рейтинг MPAA: R (при просмотре фильма лицами до 17 лет обязательно присутствие родителей или взрослых опекунов).

## Сюжет
Кхам (Тони Джаа) является последним из семьи хранителей, которые когда-то следили за боевыми слонами короля Таиланда. Традиционно только самые совершенные слоны могли успешно защищать трон, и их воспитанию уделялось очень большое внимание. Кхам растет, сближаясь со своим слоном Пор Яем и его детёнышем Корном. Во время фестиваля Сонгкран слонов похищают с помощью Сутхепа, местного депутата и его сына, которые сотрудничают с браконьерами. Кхам совершает налёт на дом Сутхепа и избивает браконьеров. Он запугивает Сутхепа, тот рассказывает, что слоны находятся в руках Джонни, вьетнамского гангстера, который управляет тайским рестораном под названием Том Ям Гунг Отоб в Сиднее, Австралия.
Кхам прибывает в Сидней и его сразу же берёт в заложники разыскиваемый вор, изображающий из себя водителя такси. Сиднейские полицейские Марк (Петчтай Вонгкамлао), таец-австралиец, и его партнер Рик загоняют вора в угол, пока он держит Кхама под дулом пистолета. Однако второй полицейский, инспектор Винсент, следил за Кхамом с тех пор, как он покинул аэропорт. Сначала Винсент убивает вора. После того, как вор падает замертво, он пытается выстрелить в Кхама. Марк, озадаченный действиями Винсента, спрашивает, зачем он это сделал. Винсент утверждает, что Кхам не был заложником, и приказывает Марку и Рику схватить его, что они в итоге и делают.
В машине Кхам говорит Марку, что ищет родственников (но он прямо не говорит, что речь идёт о слонах). По пути они замечают Джонни в ресторане Том Ям Гунг Отоб. Кхам становится нервным и говорит Марку и Рику арестовать Джонни, но Марк утверждает, что не может, потому что у Кхама нет никаких доказательств преступления. Кхам устраивает автомобильную аварию и убегает от полиции. Он следует за Джонни к мосту, но Джонни убегает, а Кхам сражается с его приспешниками. Кхам заставляет одного из приспешников привести его в укрытие Джонни, срывая сделку по торговле наркотиками. Взбешённый, Джонни вызывает бесчисленных любителей экстремальных видов спорта, которые сражаются с Кхамом. После победы над бандитами Кхам истощен и засыпает в переулке. Проститутка по имени Пла, которая видела Кхама раньше, когда тот встретился с Джонни, приводит его в свою квартиру. Во сне он мечтает об эпической битве с участием военных слонов и их защитников. Когда Пла уходит, Кхам просыпается под звуки полицейских сирен и вынужден сбежать.
Марк и Рик сняты с дела, им поручили обеспечивать безопасность на встрече комиссара полиции с господином Симом. На этой встрече Пла выступает в качестве танцовщицы. Во время встречи господин Сим и комиссар были убиты киллером, которого нанял Винсент. Однако убийство было заснято на камере. Винсент убивает Рика и обвиняет Марка. Марк убегает, но позже его задерживают.
С помощью Пла Кхам входит в Том Ям Гунг Отоб. Он пробивается в VIP-зону и попадет в ресторан на самом верху. Кхам спрашивает: «Где мои слоны?», в ответ Джонни и его люди смеются. Джонни дразнит Кхама колокольчиком Корна. Это бесит Кхама, он дерётся и побеждает своих противников. Он попадает на склад, где содержатся различные экзотические животные, которых позже разделают и съедят. Кхам находит и освобождает Марка и Корна, сбегая за несколько минут до прибытия полиции. Тем временем мадам Роуз становится новым лидером китайской группировки после того, как она убила двух других возможных преемников.
Инспектор Винсент начинает поиск Кхама и Марка, которые прячутся в буддийском монастыре. Вскоре после их отъезда Винсент и его люди поджигают монастырь. Полагая, что храм и его жители могут быть в опасности, Марк и Кхам решают вернуться. В монастыре Кхам сталкивается с тремя убийцами: жестоким бойцом капоэйра, владеющим мечом экспертом по ушу и гигантским борцом. Кхам побеждает бойцов капоэйра и ушу, но борец оказывается слишком сильным для Кхама. Борец берет верх над Кхамом, но прибывают полицейские, затем приходит Марк, чтобы помочь ему бежать. Марка обнаруживают несколько полицейских и отправляют договариваться с инспектором Винсентом, который, как выяснила Пла, является убийцей.
Кхам приходит в конференц-зал, где мадам Роуз проводит пресс-конференцию. Вбегает Корн и отпугивает всех, пока Кхам сражается с гангстерами. Марк задерживает Винсента, но появляется Джонни и убивает Винсента, чтобы «свести счеты».
Кхам оказывается с Корном в огромной комнате, ему показывают скелет Пор Яй, инкрустированный драгоценными камнями, что станет подарком мадам Роуз. Затем ее люди нападают на Кхама, и он дерётся более жёстко, чем раньше, ломая руки и ноги. Прибывает борец из монастыря вместе с тремя другими бойцами. Корна бросают сквозь стеклянную стену, а Кхам врезается в украшение слона, в результате чего падают две кости ноги. Кхам понимает, что сухожилия являются наиболее уязвимой и важной частью слона для защиты и побеждает четырех жестоких борцов, используя острые концы костей слона, чтобы разрезать их сухожилия. Он останавливает мадам Роуз, прежде чем она смогла сбежать на вертолёте.
Вернувшись в вестибюль, Марка показывают Пла и его прощает босс, инспектор Ламонд. Ему дают нового партнера, который говорит на тайском языке. Затем Марк дает интервью репортеру о Кхаме. Пока Марк рассказывает, показывают сцены детства Кхама. Марк объясняет, что тайцы относятся к слонам, как к своим братьям, и они ненавидят людей, которые причиняют им боль. Тайцы любят мир, но не любят людей, которые забирают свободу. Кхам наконец воссоединяется с Корном.

## В ролях
| Актёр              | Роль          |
| ------------------ | ------------- |
| Тони Джаа          | Кхам          |
| Петчтай Вонгкамлао | Марк          |
| Бонкой Хонгмалай   | Пла           |
| Цзинь Син          | мадам Роуз    |
| Джонни Нгуен       | Джонни        |
| Натан Джонс        | Т. К.         |
| Латиф Кроудер      | боец капоэйра |
| Джон Фу            | боец ушу      |
| Демиан Де Монтемас | Винсент       |
| Девид Асаванон     | офицер Рик    |